# تارا باتشيكو
تارا باتشيكو فان ريخنسويفير (بالإسبانية: Tara Pacheco Van Rijnsoever، ولدت في 3 أكتوبر 1988، لاس بالماس دي غران كناريا، جزر الكناري، إسبانيا) لاعبة إسبانية، تتنافس في سباق القوارب الشراعية، تشارك في فئة 470 برفقة مواطنها الإسبانية بيرتا بيتانثوس.
حصلت على الميدالية الذهبية بطولة العالم لرياضة الشراع في فئة 470 عام 2011، كما حازت على الميدالية الذهبية في بطولة أوروبا للشراع في فئة 470 عام 2011.

## إنجازاتها

### بطولة العالم للقوارب الشراعية فئة 420
- 2006 ميورقة  إسبانيا:  ميدالية فضية للشراع في فئة 420.

### بطولة العالم للقوارب الشراعية فئة 470
- 2009 رونغستيد  الدنمارك:  ميدالية فضية للشراع في فئة 470.
- 2011 بيرث  البرتغال:  ميدالية ذهبية للشراع في فئة 470.

### بطولة أوروبا للقوارب الشراعية فئة 470
- 2009 تراونسي  النمسا:  ميدالية فضية للشراع في فئة 470.
- 2011 هلسنكي  البرتغال:  ميدالية ذهبية للشراع في فئة 470.

## روابط خارجية
- تارا باتشيكو على موقع الاتحاد الدولي للملاحة الشراعية (موقع جديد) (الإنجليزية)
- تارا باتشيكو على موقع اللجنة الأولمبية الدولية (الإنجليزية)
- تارا باتشيكو على موقع أوليمبيديا (الإنجليزية)
- تارا باتشيكو على موقع اللجنة الأولمبية الإسبانية (الإسبانية)